# Stadt und Land (Polka)
Stadt und Land ist eine Polka-Mazur von Johann Strauss (Sohn) (op. 322). Das Werk wurde am 19. Januar 1868 im Blumensaal in Wien erstmals aufgeführt.

## Einzelnachweis
1. ↑  Quelle: Englische Version des Booklets (Seite 54) in der 52 CDs umfassenden Gesamtausgabe der Orchesterwerke von Johann Strauß (Sohn), Hrsg. Naxos (Label). Das Werk ist als elfter Titel auf der 18. CD zu hören.